# Ibarra Sporting Club
El Ibarra Sporting Club es un equipo de fútbol profesional de Ibarra, Provincia de Imbabura, Ecuador. Fue fundado el 8 de septiembre de 1964 y se desempeña en la Segunda División. Su Sede Administrativa del Ibarra Sporting Club ubicados en la Alfredo Gómez Jaime y Pastora Alomía.
Está afiliado a la Asociación de Fútbol Profesional de Imbabura.

## Estadio
- Datos: Q5907803